# Distretto di Hambantota
Il distretto di Hambantota è un distretto dello Sri Lanka, situato nella provincia Meridionale e che ha come capoluogo Hambantota.